# Galeruca malakkana
Galeruca malakkana es una especie de insecto coleóptero de la familia Chrysomelidae.

## Descripción
Fue descrita científicamente en 1998 por Mohamedsaid.